# Petare
Petare é uma cidade venezuelana e capital do município de Sucre, no noroeste do estado de Miranda. Está localizada no norte da Venezuela, na Região Metropolitana de Caracas (RMC). Possui a maior favela da América e do Ocidente.
A favela de Petare tem uma área de cerca de 40 quilômetros quadrados e abrange um território aproximadamente três vezes maior que o da Rocinha, considerada a maior favela do Brasil. Sua população é estimada entre 360 mil e 600 mil habitantes. Na Venezuela, as favelas são denominadas de "barrios", palavra que, em espanhol, significa "bairros".
A vida dos Marginales (forma preconceituosa venezuelana de se chamar os moradores de barrios) de Petare e da maioria das favelas venezuelanas vivem pior que os favelados do Brasil. Diferente do Brasil, onde um traficante manda na favela e forma um espécie de "segurança" para os moradores que são seus amigos, Na Venezuela os 'barrios' não são dominadas por traficantes, e a violência é muito grande em seu interior. A violência é gerada por gangues internas que brigam frequentemente.
A gigantesca Petare é cercada por altos prédios residenciais e comerciais, o que mostra um contraste. Alguns dos melhores hotéis da Venezuela tem uma vista para Petare.
Já aconteceu de os moradores de Petare, revoltados com o descaso do governo, invadirem os prédios.
O povo petariano é muito infeliz com sua vida e com poucas esperanças de mudança, mesmo assim tentam melhorar a comunidade limpando os becos e dando uma boa aparência. Outra coisa que piora a vida na favela é o fato de, diferentemente do Brasil, não existirem ONGs a promoverem ações sociais.

## História

### Etimologia e fundação de Petare
As origens de Petare remontam ao 17 de fevereiro de 1621, quando os conquistadores espanhóis,o capitão Pedro Gutiérrez de Lugo e o padre Gabriel de Mendoza fundaram a aldeia denominada “Dulce Nombre de Jesús de Petare”, sobre uma pequena colina contornada pela quebrada El Oro e pelos rios Caurimare e Guaire. Ela foi organizada segundo o modelo urbanístico colonial conhecido como “damero de indias”, com a praça principal no centro, rodeada pela igreja, os principais edifícios públicos, o mercado e as casas pertencentes à nobreza. Estabelecida sobre uma pequena colina em uma localização estratégica próxima a Caracas, era cercada por terras férteis adequadas ao cultivo e apresentava condições hidrográficas vantajosas; ao sul o rio Guaire, ao leste o córrego El Oro e ao oeste o rio Caurimare. O nome “Petare” tem origem nas palavras “pet” e “are” do idioma caribe falado pelos indígenas Mariche, habitantes pré-colombianos da região leste de Caracas, e significa “frente ao rio”, em clara alusão à localização geográfica do núcleo fundador junto aos corpos d'água mencionados.
No fértil vale dos mariches, proliferaram plantações de café, cacau, milho e cana-de-açúcar, sendo esta última processada em engenhos próximos para extrair a doce rapadura e o amargo aguardente. Tais culturas abasteciam não só os moradores do Dulce Nombre de Jesús, mas também os vizinhos de Caracas. Entre as mais importantes destacam-se La Bolea, Los Marrones, La Urbina, Los Ruices, El Marqués, Macaracuay e Güere-Güere (atualmente, urbanização La California Norte). A aldeia tornou-se um ponto dinâmico de troca de produtos agrícolas e mercadorias por estar atravessada por um importante sistema de estradas reais, o que a transformou em uma parada obrigatória para viajantes e comerciantes, impulsionando a economia local. Originalmente uma comunidade independente, sua proximidade com Caracas fez com que a expansão urbana da capital encontrasse no Distrito Sucre um caminho de crescimento, o que levou a indústria da construção, o comércio e as atividades industriais a ocupar terras antes destinadas à agricultura.

### Período Colonial

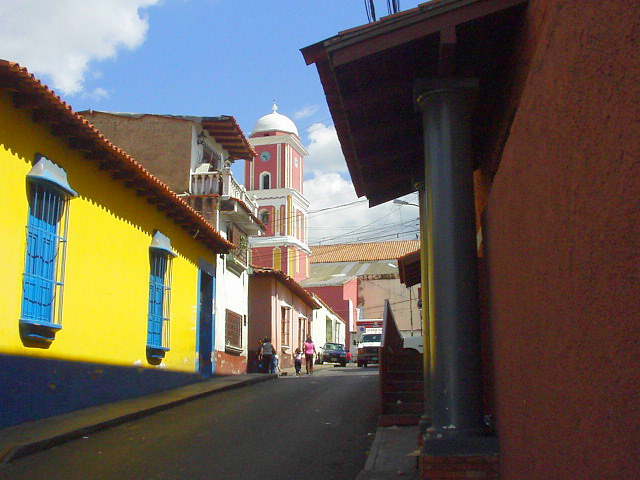
Uma rua no centro histórico de Petare

Os mariches, grupo indígena da família linguística Caribe, habitaram a região até 1573, quando seu principal cacique, Tamanaco, foi morto pelas mãos do conquistador espanhol Pedro Alonso Galeas. A partir desse fato, iniciou-se a subjugação dos aborígenes e a distribuição das primeiras encomiendas por Diego de Losada, Juan Gallegos, Sebastián Díaz Alfaro e Francisco Fajardo.
Conforme os costumes da época, os colonizadores – em sua maioria canários – edificaram a vila seguindo o traçado quadricular da praça central, ao redor da qual foram localizados a igreja, os primeiros edifícios públicos, o mercado e as residências das famílias mais notáveis.

Destacadas personalidades caraqueñas, como Andrés Bello, José Félix Ribas, José Antonio Rodríguez Domínguez, Manuel de Clemente e Francisco de Berroterán (marquês do Valle de Santiago), adquiriram propriedades na região para cultivo e descanso.
Os Caminhos Reais contribuíram para o desenvolvimento econômico local, transformando Petare em um entroncamento estratégico para viajantes e comerciantes que transitavam de Caracas, Baruta e El Hatillo rumo a Guarenas e Mariches. No local, ocorria um dinâmico intercâmbio de produtos agrícolas e mercadorias, e o povoado passou a ser conhecido como Los Portales. Entre esses caminhos, destacava-se aquele que ligava Caracas a Petare e, a partir da quebrada de Santa Rosa, passava por Sabana Grande (pela Calle Real de Sabana Grande [Chacao]), Los Dos Caminos, Boleita e o próprio Petare – ou seja, o centro colonial da cidade. Quase sem alterações, esse Camino Real foi, por volta do século XX, transformado na avenida Francisco de Miranda, com curvas suaves e sem trechos retilíneos.

### Formação e expansão das favelas
No início da década de 1960, as favelas de Petare começaram a se consolidar como assentamentos informais localizados nas colinas do nordeste e sudeste desta paróquia de Caracas, Estabelecendo o início de um processo de urbanização espontânea impulsionado pela migração interna de zonas rurais da Venezuela. As famílias recém-chegadas, sem acesso à moradia na cidade, ocuparam terrenos em encostas íngremes e construíram suas casas com materiais de descarte, enfrentando condições precárias como ruas de terra que se transformavam em lamaçais durante as chuvas.
Esse processo gerou um choque cultural entre os valores rurais trazidos pelos migrantes e a vida urbana, dando origem a um imaginário geográfico que interpretava Petare como um território de exclusão e marginalização. A expansão do habitat informal estendeu-se de San Isidro até a Vuelta del Águila, formando um contínuo urbano de aproximadamente 126 quilômetros quadrados, caracterizado por uma alta densidade populacional, consolidando-se como a maior e mais superlotada favela da América Latina. A paisagem física de Petare amostra essa condição, com colinas, barrancos, planícies, cursos d’água e uma rede intrincada de vielas, becos e escadarias por onde correm águas residuais. As moradias apresentam diferentes níveis de consolidação, desde estruturas relativamente estáveis até construções improvisadas, e nas áreas mais empobrecidas percebe-se o odor ácido característico da miséria extrema.